# Jaronty
Jaronty – wieś w Polsce, położona w województwie kujawsko-pomorskim, w powiecie inowrocławskim, w gminie Inowrocław.

## Podział administracyjny
W latach 1975–1998 miejscowość administracyjnie należała do województwa bydgoskiego.

## Demografia
Według Narodowego Spisu Powszechnego (III 2011 r.) wieś liczyła 118 mieszkańców. Jest 36. co do wielkości miejscowością gminy Inowrocław.

## Historia
W XIX wieku i na początku XX wieku wieś należała do rodu Znanieckich. W dworku Znanieckich gościł w listopadzie 1927 roku Stanisław Przybyszewski – zmarł tamże 23 listopada 1927.